# New York Film Critics Circle Awards 1983
La 49ª edizione della cerimonia dei New York Film Critics Circle Awards, annunciata il 21 dicembre 1983, si è tenuta il 29 gennaio 1984 ed ha premiato i migliori film usciti nel corso del 1983.

## Vincitori e candidati

### Miglior film
- Voglia di tenerezza (Terms of Endearment), regia di James L. Brooks
- Uomini veri (The Right Stuff), regia di Philip Kaufman
- Silkwood, regia di Mike Nichols

### Miglior regista
- Ingmar Bergman - Fanny e Alexander (Fanny och Alexander)
- Philip Kaufman - Uomini veri (The Right Stuff)

### Miglior attore protagonista
- Robert Duvall - Tender Mercies
- Gérard Depardieu - Danton ed Il ritorno di Martin Guerre (Le retour de Martin Guerre)

### Miglior attrice protagonista
- Shirley MacLaine - Voglia di tenerezza (Terms of Endearment)
- Debra Winger - Voglia di tenerezza (Terms of Endearment)

### Miglior attore non protagonista
- Jack Nicholson - Voglia di tenerezza (Terms of Endearment)
- Ed Harris - Uomini veri (The Right Stuff)

### Miglior attrice non protagonista
- Linda Hunt - Un anno vissuto pericolosamente (The Year of Living Dangerously)
- Cher - Silkwood

### Miglior sceneggiatura
- Bill Forsyth - Local Hero
- James L. Brooks - Voglia di tenerezza (Terms of Endearment)

### Miglior film in lingua straniera
- Fanny e Alexander (Fanny och Alexander), regia di Ingmar Bergman • Svezia

### Miglior fotografia
- Gordon Willis - Zelig